# Enrique Prado
Jorge Enrique Prado (Campamento Vespucio, 12 de febrero de 1988) es un ingeniero en recursos naturales y medioambiente y político argentino. Se desempeñó como Intendente de Aguaray desde el 10 de diciembre de 2019 hasta el 16 de octubre de 2020, cuando el Senado de Salta lo destituyó tras ser imputado por el robo de caños de un gasoducto.

## Biografía
Prado nació en Salta; estudió en el instituto de enseñanza media de Tartagal, de donde egresó en 2005 como bachiller con orientación en alimentos. En la Universidad Nacional de Salta, cursó Ingeniería en Recursos Naturales y Ambiente, de la que egresó en 2014.
Trabajó en empresas; en una consultora ambiental donde realizó las líneas de bases ambientales y en la destilería de Shell en Dock Sud, Buenos Aires. 
Se radicó en Aguaray y empezó a trabajar como docente de las materias física y matemáticas en colegios secundarios. El intendente Alfredo Darouiche lo nombró secretario de Ambiente. Desde ese lugar realizó la línea de base ambiental de los gasoductos del NEA.
En las elecciones de 2019, se presentó como precandidato a intendente por el Frente de Todos, espacio que llevaba a Sergio Leavy como candidato a gobernador. En las PASO, fue el segundo candidato más votado por detrás del exintendente Juan Carlos Alcoba, pero su frente sería el más elegido por los vecinos de Aguaray. Alcoba obtuvo 2.699 votos mientras que el Frente de Todos que llevaba como precandidatos a Prado y a un concejal sacaría 2.855 votos divididos en 2.276 para Prado y 579 para el Tucán Luna. En las generales, Prado logró suceder a Darouiche tras ganar con 3.647 votos, superó por poco más de cien votos al exintendente Alcoba.
En marzo de 2020, Prado tomó una decisión unilateral e inconsulta y otorgó un permiso a la empresa mendocina Osyp SA para desmantelar y poder llevarse 35 kilómetros de caños de la obra del gasoducto del NEA, que atravesaba el municipio norteño. La determinación tenía como sustento evitar la contaminación ambiental y generar mano de obra local con los trabajos de remoción aunque cuando era secretario de Ambiente había afirmado que no había tal contaminación.
Se estima que el monto de los caños retirados asciende a más de 3 millones de dólares, y motivó la intervención del fiscal federal José Luis Bruno, ante la denuncia de la empresa Vertúa, cuya obra estaba a su cargo y se encontraba paralizada desde 2015. Prado fue denunciado por fraude a la administración pública junto a otras diez personas, entre ellos empresarios y funcionarios, como el secretario de hacienda. El Concejo Deliberante de Aguaray elevó un pedido de juicio político y la legislatura provincial, compuesta por dos cámaras, debía tratar la intervención del municipio. 
En su intento de defensa, Prado asoció la entrega de caños a una decisión del gobierno nacional desde el Ministerio de Ambiente pero el ministro Juan Cabandié lo negó y dijo que iba a denunciarlo por injurias y calumnias.
En agosto y septiembre de 2020, los diputados opositores del gobernador, Gustavo Sáenz, acusaron al gobierno provincial de proteger al intendente de Aguaray al no tratar la intervención del municipio en las cámaras. Ramón Villa se mostró enojado debido a la negativa del bloque Salta tiene Futuro del gobernador Sáenz a tratar la intervención en las sesiones de la Cámara de Diputados de la Provincia de Salta. Héctor Chibán, diputado de la UCR, fue más allá y acusó al gobierno provincial de convivir con el intendente Prado y de no tratar su destitución en una clara señal de apoyo.
Prado no solo sería noticia por el robo de los gasoductos. Una investigación periodística destaparía que el intendente estaba pagando su defensa judicial con fondos del municipio.
El proyecto de intervención presentado por el diputado provincial Rana Villa en marzo de 2020 fue tratado luego de las trabas impuestas por el bloque que le respondía al gobernador Gustavo Sáenz en octubre de 2020. Con los votos a favor de todos los senadores y de casi todos los diputados (excepto Claudio del Plá del Partido Obrero) se aprobó el proyecto de intervención del municipio. El gobierno provincial designó como sucesor a Adrián Zigarán, quien había sacado la foto que reveló el robo de los caños. Prado contestó que apelaría ante el Poder Judicial tal intervención.